# Sophie (stripreeks)
Sophie is een Belgische stripreeks van de hand van tekenaar Jidéhem (Jean De Mesmaeker) waarbij hij vaak werd bijgestaan door scenarist Vicq (Antoine Raymond). De reeks draait rond het jonge meisje Sophie Karapolie (Frans: Sophie Karamazout). Vaak verzeilt ze in avonturen waarbij criminele figuren uit zijn op het stelen van de uitvindingen van haar vader.

## Achtergrond
Jidéhem was reeds enkele jaren actief als medewerker van André Franquin bij de reeks Guust. Vanaf 1957 kreeg hij ook de leiding over de autorubriek Starter die wekelijks in weekblad Robbedoes verscheen. Starter werd het hoofdpersonage van Jidéhems eerste eigen stripreeks waarvan in 1959 (La Révolte des Autos) en 1960 (De Geschiedenis van de Auto) twee korte verhalen verschenen. Het eerste lange Starterverhaal Starter tegen de Brokkemakers werd in Robbedoes nr. 1208-1234 (1961) gepubliceerd. Dit werd gevolgd door Het huis aan de overkant gepubliceerd in Robbedoes nr. 1297-1318 (1963). Ondertussen groeide bij Jidéhem de wens om een vrouwelijk hoofdpersonage bij weekblad Robbedoes te introduceren. Toen hij de eerste schetsen van een 17- à 18-jarig aantrekkelijk meisje met een duidelijke boezem voorlegde aan uitgever Dupuis stuitte hij op verzet van deze laatste. Dupuis was ervan overtuigd dat een vrouwelijk hoofdpersonage niet zou aanspreken bij een weekblad dat bedoeld was voor jongens. Bovendien was er in die tijd nog veel censuur (tekenen van sexy vrouwen was in die tijd uit den boze). Jidéhem kreeg wel de toelating om een klein meisje te laten meespelen als nevenfiguur in een verhaal van Starter. Jidéhem noemde het meisje Sophie Karapolie (Frans: Sophie Karamazout). Haar voornaam ontleende hij van de Franse actrice Sophie Desmarets. De familienaam Karamazout verwees naar De gebroeders Karamazov van de Russische schrijver Fjodor Dostojevski. Jidéhems pasgeboren dochtertje kreeg ook de naam Sophie (Sophie De Mesmaeker). Sophie zou aanvankelijk slechts in één verhaal meespelen, Het ei van Karapolie verschenen in Robbedoes nr. 1345-1365 in 1964, maar dat was buiten het lezerspubliek gerekend. Toen bleek dat er meer lezersbrieven kwamen voor Sophie dan voor Starter zou het meisje al snel de hoofdrol krijgen. De bel der stilte, verschenen in Robbedoes nr. 1433-1458 (1965) werd het laatste verhaal van Starter als hoofdpersonage. Zowel Het ei van Karapolie als De bel der stilte als een herwerkte versie van Het huis aan de overkant verschenen later in albumvorm onder de Sophiereeks. Starter kreeg uiteindelijk geen eigen albumreeks. Starter tegen de Brokkemakers werd uitgegeven in de reeks Jeugdzonden (nr. 21, 1985). Van Sophie verschenen in totaal 20 albums bij uitgeverij Dupuis van 1968 tot 1995. Jidéhem zou achteraf verklaren dat zijn aanvankelijk volwassen Sophie bedoeld was als een personage waarop Pieters tot over zijn oren verliefd zou worden en allerlei gekke dingen zou uithalen om het hart van het meisje te veroveren. Dit idee werd dus afgewezen door Dupuis, maar de evolutie naar een groeiende populariteit van vrouwelijke (en soms verleidelijke) striphelden had hij hiermee niet kunnen tegenhouden. Niet veel later kregen immers de volwassen stripheldinnen Natasja en Yoko Tsuno hun eigen reeks.

## Personages

### Sophie
Sophie is een elf jaar oud donkerharig meisje, dat was gecreëerd door haar vader, Mijnheer Karapolie, met de ingrediënten "suiker, zout en alles waar je van houdt" (naar een bekend Engels gezegde waar meisjes naar verluidt van gemaakt worden: Sugar and spice and everything nice). Ze draagt haar lange haren steevast in twee staartjes, elk staartje samengehouden door een strik. Vooral in de eerste verhalen is Sophie kwajongensachtig en speels, maar ze is eveneens "typisch" meisjesachtig. Zo bezit ze een uitgebreide kleerkast. In tegenstelling tot veel stripfiguren (ook vrouwelijke) draagt Sophie niet doorgaans dezelfde outfit, maar houdt van veel afwisseling. Kleedjes, rokken, broeken, hemdjes, T-shirts, ze draagt ze allemaal zolang het maar meisjesachtig is. Zo draagt ze haar mooiste zomeroutfit, die bestaat uit een strohoed met een lint, een wit jurkje met pofmouwen en een lint, witte bloeiers, witte strakke kousen en een paar glimmende zwarte schoenen. Als dochter van een elektrotechnicus is ze niet enkel slim, maar ook bijzonder charmant. Haar vrouwelijke charme gebruikt ze vaak om mannen te overtuigen van haar gelijk of om hen haar wil op te kunnen leggen. Ze doet dit echter nooit om er zelf beter van te worden. Sophie haat immers onrecht en wil steeds haar medemensen die in nood verkeren, helpen. Ze houdt ook niet van geweld en zet daarbij ook anderen aan om geweldloze oplossingen te bedenken. En dat valt niet altijd mee, omdat ze zonder moeder en vrouwelijke medespelers in een mannenwereld leeft. In de 3 laatste albums is Sophie enkele jaren ouder (ongeveer 14 of 15). Wie de moeder van Sophie is, is niet bekend. Ze komt nooit in de strips voor en er wordt ook nooit over haar gesproken.

### Mijnheer Karapolie
Hij is de vader van Sophie en elektrotechnicus van beroep. Hij heeft blond haar en draagt een bril. Samen met zijn dochter en hun butler Jozef wonen ze in een villa in een rustige buurt vlak buiten de stad. Op deze rustige plek kan hij zich naar hartenlust storten op nieuwe uitvindingen, vaak in opdracht van een belangrijke firma (dat geld moet toch ergens vandaan komen nietwaar?). Soms roept hij hierbij de hulp in van Starter en Pieters. Zijn meest bekende uitvindingen zijn: het ei, de bel der stilte en de KA-straal. Deze uitvindingen durven nogal eens ten prooi vallen aan hebzuchtige bandieten die zich op een oneerlijke manier willen verrijken. Zoals de meeste uitvinders, is Karapolie weleens verstrooid. Soms is hij zo verdiept in zijn werk dat hij niet merkt dat dochterlief weer eens op onderzoek uit is. Hij rookt graag een pijpje. Zijn voornaam is niet bekend.

### Starter
Hij heeft donker haar en draagt meestal een lichtblauw hemd, lichtblauwe broek en witte schoenen. Van beroep is hij mecanicien. Hij test ook wagens voor het Weekblad Robbedoes. Om die reden wordt zijn hulp weleens gevraagd door mijnheer Karapolie. Net als Sophie is hij steevast uit op avontuur strijdend tegen onrecht en boeven. Zijn uitstekende rijderkunsten komen hierbij heel goed van pas.

### Pieters (Frans: Pipette)
Pieters is de beste vriend van Starter waarmee hij samenwoont. Ook hij werkt voor weekblad Robbedoes als tester maar dan van tweewielige motorvoertuigen. Pieters is eigenlijk de tegenpool van Starter. Daar waar Starter eerder rustig en bedachtzaam is, is Pieters onbesuisd en stuntelig. Hij is nogal licht ontvlambaar vooral als men (en vooral Sophie) de draak met hem steekt. Ondanks dat is hij ook steeds bereid om mensen in nood te helpen. Hij is een levensgenieter die wel houdt van lekker eten en een glaasje. Hij is ook de trotse eigenaar van “Zoef”. Pieters is doorgaans getooid in een groen hemd en bruine broek. Hij wordt door Sophie weleens liefkozend "Oompje Pieters" genoemd. Net als Starter wordt zijn familienaam nooit genoemd.

### Zoef (Frans: Zoé)
Zoef is een pikzwarte auto. Hij is echter niet zomaar een wagen, maar een echte oldtimer, meer bepaald een Fiat 509. Het was de vroegere auto van Jidéhems collega Jean Verbruggen (ook bekend onder het pseudoniem Phumiphon) die nog over veel foto's beschikte van de Fiat die model stond voor Zoef. Deze wagen zou later eveneens model staan voor de gele auto van Guust Flater. Wat Zoef echter zo bijzonder maakt is dat hij een auto is met een eigen wil. Dit komt omdat hij is uitgerust met een elektronisch brein hem gegeven door zijn schepper mijnheer Buis. Zoef kan dus uit zichzelf sturen, hetgeen soms tot hilarische situaties leidt voor diegene die hier anders over willen beslissen. Hij kan echter niet zonder benzine. Hij wil enkel benzine van het merk “Super”. Als je hem probeert iets anders te geven, zal hij zijn ongenoegen op gepaste wijze uiten. Ook boeven en mensen die hem gemeen behandelen zal hij van antwoord dienen door hen roet in het gezicht te blazen. Hij heeft om onbekende reden iets tegen agent Dorus. De volledige naam van de agent is Theodorus al wordt hij in album 18 Theofiel genoemd. Als Zoef deze agent ziet, is hij niet meer te houden (zelfs niet door Sophie). Na het overlijden van de heer Buis, kwam diens landgoed en dus ook Zoef in handen van Pieters. Zoef kan niet spreken, maar kan als hij iets grappig vindt een lachend geluid maken met zijn motor. De tekenaar noemde de wagen naar zijn hond, Zoé. Disney inspireerde zich wellicht ook op Zoef voor de creatie van Herbie, die 5 jaar na de introductie van Jidéhems wagen het levenslicht zag.

### Joseph (Frans: Joseph)
Hij is de butler van Sophie en haar vader die bij de familie Karapolie inwoont. Hij kookt, onderhoudt het huis en speelt voor taxichauffeur. Hij heeft echter nooit een vooraanstaande rol in de strips. Hij is niet zo avontuurlijk aangelegd.

### Bertje (Frans: petit Bernard)
Hij is de beste vriend van Sophie, een jaar of twee jonger. Hij is meestal van de partij in de kortere avonturen van Sophie. Hij is nogal een angsthaas en schuwt vervelende situaties. Als hij dan zelf in een lastig parket zit, roept hij steevast de hulp in van Sophie. Bertje kan heel hard gillen, waardoor mensen hem nogal eens gaan vergelijken met een sirene. Ondanks zijn gebreken blijft Sophie zijn trouwe vriendin. In een aantal eerdere verhalen wordt Bertje nog Harrietje genoemd.

### John Minzwijnoff (Frans: Ptikochonof)
Dit kalende corpulente heerschap is steeds gehuld in een duur pak. Hij geeft zich graag uit voor een belangrijk zakenman. In werkelijkheid is hij echter een boef van het laagste soort. Hij deinst voor niets terug en is meestal de eerste om de uitvindingen van Karapolie afhandig te maken om deze voor veel geld te kunnen verkopen. Ondanks de hulp van (meestal niet zo snuggere) assistenten stuit hij telkens weer op die dekselse Sophie die de uitvindingen van haar vader als een leeuwin verdedigt. Hij is zowat de enige man die Sophie niet kan inpalmen met haar charmes. Andere boeven daarentegen weet Sophie wel vaker op het goede pad te brengen. Het strelen van de ijdelheid lijkt toch steeds wonderen te doen, waarvan Sophie handig gebruikmaakt. Van alle criminelen is hij degene die het vaakst terug opduikt.

### Vink
Hij is parkwachter van beroep en moet constant vrezen voor zijn baantje. Zijn werkgever die hij altijd “mijnheer de inspecteur der gemeenteparken” noemt is er immers steeds op uit om hem te ontslaan wanneer er dingen in het park gebeuren die hem niet zinnen. Vaak zijn dit gebeurtenissen waaraan de veel te brave Vink zelf niets aan kan doen. De inspecteur toont hier echter geen begrip voor. Hij is lichtgeraakt en je jaagt hem de bomen in als hij merkt dat je op het gazon van het park durft te lopen. Als Vink weer een ontslag boven het hoofd hangt, is er gelukkig Sophie die hem haar hulp aanbiedt. Op die manier kan hij zijn baantje behouden. Al is het een rotbaan, Vink vindt het beter dan werkloosheid.

### Mijnheer Grijpstuiver
Deze kale magere man met snorretje is de rijkste persoon van de stad. Hij is de grote baas van een schoenenbedrijf en verschrikkelijk gierig. Hij woont helemaal alleen in een villa. Als een kind per ongeluk een bal of een ander stuk speelgoed verliest op het erf van dit gierig heerschap, neemt hij dit meteen in beslag. Hij eigent zich dit eigenlijk onrechtmatig toe. Met al deze spullen doet hij overigens niets, want het komt allemaal terecht in zijn kelder. Al verdient hij het niet, toch helpt Sophie hem als de vrek zelf onrecht wordt aangedaan. Grijpstuiver is niet enkel vrekkig naar anderen toe, maar ook voor zichzelf. Zo hergebruikt hij bijvoorbeeld een theezakje meerdere malen en is een gebakken eitje voor hem een ware feestmaaltijd. Zijn voornaam is Oscar. Hij wordt in eerdere verhalen ook wel mijnheer Grijpgraag genoemd.

### Ernest
Een kaalhoofdige man met witte snor en onafscheidelijke pijp. Ernest is een expert op het gebied van vissen. Zo heeft hij een vliegende piranha en een vliegende haai. Het is vooral met de piranha dat hij al eens last heeft omdat deze eropuit wil trekken. Ernests familienaam is Snoek al wordt hij in eerdere verhalen Vleugelzwam genoemd.

## De uitvindingen van Karapolie
Mijnheer Karapolie, vader van Sophie, heeft aardig wat dingen uitgevonden. Hieronder een overzicht van zijn uitvindingen met een woordje uitleg
- Het ei: Het is zijn belangrijkste en meest gebruikte uitvinding. Het is een eivormig voertuig dat voor het het grootste gedeelte uit glas is vervaardigd. De motor van het ei werkt zoals een magneet maar trekt in plaats van metaal, lucht aan. Hierdoor vormt zich een ondoordringbaar luchtschild rondom het ei. Dankzij dit luchtschild kan het ei zich zonder wielen of randstof verplaatsen. Het ei kan niet vliegen zoals de vliegende bol van professor Gobelijn uit de Jommekereeks, eerder zweven. Het luchtschild zorgt ervoor dat het ei niet beschadigd kan geraken. Het wordt geïntroduceerd in het eerste album van Sophie, het ei van Karapolie. Daarna zal het nog in talloze verhalen opduiken als vervoermiddel.
- Limonademachine: Deze machine maakt van frambozenlimonade. We zien Sophie deze heel even gebruiken in het eerste album.
- Jan-Allemachtig: Het is een kleine graafmachine die radiografisch kan worden bestuurd. Deze uitvinding komt enkel aan bod in het gelijknamige kortverhaal in het eerste album.
- Bel der Stilte: Dit apparaat absorbeert elk geluid binnen een bepaald gebied, het creëert met andere woorden een bel van stilte. Het wordt geïntroduceerd in het gelijknamige album. Ze komt terug in het verhaal Sophie contra de klapgeest en in album 14, Sophie en inspecteur Ceris.
- Antidiefstaltas: Deze tas is er speciaal op gericht om boeven te vangen. Indien iemand de tas probeert te stelen zullen de metalen handvatten zich na enige tijd als handboeien om de pols van de dief klemmen. Vervolgens zal de handtas zichzelf opblazen als een ballon die zo groot en zwaar wordt dat de dief zich niet meer kan verplaatsen. Deze uitvinding wordt een eerste keer gebruikt in het kortverhaal De dief in het park en ook in album 18, Don Giovanni.
- KA-straalgenerator: Deze miniatuurgenerator creëert een superlaserstraal die eender welke materie kan doorboren, hoe hard en dik die ook mag zijn. Minzwijnoff krijgt deze uitvinding op een bepaald moment in handen en laat de generator monteren in een ring. Deze uitvinding komt voor het eerst aan bod in album 5 en ook nog heel even in het laatste album.
- Hogedrukblusser: Deze blusser in miniformaat kan hevige branden op een snelle manier doven. Het schuim droogt echter heel snel, waardoor het een effectief wapen blijkt tegen boeven. Sophie gebruikt deze uitvinding voor de eerste keer in Sophie en het pratende blok en vervolgens in het kortverhaal Vakantiegangsters.
- Draagbaar apparaat met luchtschild: Het systeem van het ei in draagbaar formaat. De drager van dit apparaat krijgt een ondoordringbaar luchtschild om zich heen. Sophie maakt handig gebruik van deze uitvinding in Sophie en de vier seizoenen. Ze wordt hierdoor onkwetsbaar en kan als het ware over het water lopen (alsook stuiteren). Deze uitvinding komt enkel voor in album 13, Sophie en de vier seizoenen.
- Automatische onderwaterminicamera: Deze camera kan worden bestuurd met een radiozender. De zender heeft een scherm ingebouwd waarop ze alles wat de camera filmt kunnen volgen. Deze wordt gebruikt in Sophies laatste avontuur.

## De gierigheid en hebzucht van Grijpstuiver
Mijnheer Grijpstuiver duikt enkel in korte verhalen op. Bijna ieder verhaal geeft blijk van zijn verschrikkelijke gierigheid en hebzucht. Een overzicht:
- De toverput (album 2): Hij gooit een stuiver in de wensput en wenst een Rolls-Royce helemaal in massief goud.
- Twee wensen (album 8) : Zijn idee van verspilling als hij Kerstmis viert. Hij steekt één kaars aan op een niet versierde kerstboom die hij uit het park heeft gestolen. Hij steekt zijn kachel aan met één hele eierkool. Hij eet een heel ei als feestmaal en een hele noot als dessert. Hij draait een hele plaat af die kraakt langs alle kanten. Hij gaat aan het dansen, maar stopt daar al snel mee om zijn voetzolen niet te verslijten.
- Bertje en z'n voetbal (album 11): Hij pikt Bertjes bal in als deze op zijn eigendom terechtkomt. Later zien we hem een heel gebakken ei eten als feestmaal waarbij hij de eierschaal ook opeet. Hij drinkt zijn wekelijks kopje thee waarin hij even een klontje suiker doopt. Dit noemt hij zijn suikervoorraad voor een hele maand.
- Wie de bal kaatst (album 12): Hij heeft een doek rond de deurklopper gedraaid om te vermijden dat deze slijt. Er hangt een briefje op de deur "Voorzichtig klopper beetpakken en roepen KLOP KLOP KLOP". Er zijn op zijn domein diverse bordjes met daarop waarschuwingen voor vallen. Uiteraard zijn er geen vallen, want daar geeft hij geen geld aan uit. In zijn kelder staat een verwarmingsketel met een klein kaarsje in.
- Mijn tweeduizend (album 16): Hij gebruikt een paraplu zonder bekleding, want zijde vindt hij te duur. Hij hinkt op één been om zijn zolen minder snel te verslijten. Hij vindt het niet erg als Sophie en Bertje een glijbaan hebben gemaakt want daarvan verslijten de zolen van de mensen sneller. En dat is goed voor zijn schoenenhandel.
- Het feest (album 17): Ter ere van zijn naamdag Sint-Oscar eet hij een volle pollepel soep als voorgerecht, hoofdgerecht en toetje. Hij eet de soep met een vork met twee tanden zodat hij sneller genoeg heeft. Ieder jaar rookt hij dezelfde sigaar, al twintig jaar lang. Hij bekijkt zichzelf op een foto waarbij hij die sigaar rookt. Deze foto heeft hij geplakt in zijn lege televisietoestel die hij met een kaars bijlicht. De deurklopper met het doekje is er nog steeds maar met een iets afwijkende tekst op het briefje "Gebruik de klopper zachtjes en roep PANG PANG PANG". Hij bewaart zijn maandelijkse portie soep in een brandkast.

## Verhalen

### Alle verhalen
Alle verhalen van Sophie verschenen in het weekblad Robbedoes voordat ze in albumvorm verschenen. Indien geen laatste verschijningsnummer in Robbedoes, gaat het om een kortverhaal dat integraal in hetzelfde nummer is verschenen. Sophie staat ook op de cover van Robbedoes nummer 1611, maar dit nummer bevat geen verhaal van Sophie.
| Titel                          | Jaar | Eerste verschijningsnr. in Robbedoes | Laatste verschijningsnr. in Robbedoes | Albumnummer | Aantal pagina's | Opmerkingen |
| ------------------------------ | ---- | ------------------------------------ | ------------------------------------- | ----------- | --------------- | --- |
| Het ei van Karapolie           | 1964 | 1345                                 | 1365                                  | 1           | 45              | Aanvankelijk verschenen als verhaal van Starter |
| Het eitje en de goudvink       | 1965 | 1408                                 |                                       | 3           | 4               | 1e kortverhaal van Sophie als hoofdpersonage |
| De bel der stilte              | 1965 | 1433                                 | 1458                                  | 2           | 44              | Aanvankelijk verschenen als verhaal van Starter |
| De dief in het park            | 1965 | 1434                                 |                                       | 3           | 6               | |
| De toverput                    | 1965 | 1444                                 |                                       | 2           | 6               | |
| De aprilmop                    | 1966 | 1459                                 |                                       | 3           | 6               | |
| De Jan-Allemachtig             | 1966 | 1476                                 |                                       | 1           | 6               | Sophie op cover van weekblad Robbedoes |
| De wandelende sneeuwpop        | 1966 | 1496                                 |                                       | 3           | 8               | |
| Calamity Sophie                | 1967 | 1513                                 |                                       | 3           | 6               | |
| Lord Nelson                    | 1967 | 1524                                 |                                       | 3           | 6               | |
| De trombone der goedheid       | 1967 | 1548                                 |                                       | 3           | 6               | |
| De ijsoorlog van Figarossi     | 1968 | 1565                                 |                                       | 3           | 6               | |
| Sophie en de vliegende vraat   | 1968 | 1576                                 |                                       | 4           | 8               | |
| Sophie contra de klapgeest     | 1968 | 1583                                 | 1590                                  | 7           | 16              | Sophie op cover van weekblad Robbedoes nummer 1583 |
| Zoef voelt zich bedreigd       | 1968 | 1591                                 | 1612                                  | 4           | 44              | 1e lange verhaal van Sophie als hoofdpersonage, Sophie op cover van weekblad Robbedoes nummer 1591, 1596 en 1611                                                                      |
| Een verhaal om van te smullen  | 1969 | 1616                                 |                                       | 5           | 6               | |
| De boeman                      | 1969 | 1641                                 |                                       | 8           | 6               | |
| Twee wensen                    | 1969 | 1652                                 |                                       | 8           | 8               | |
| Sophie en de Ka-straal         | 1969 | 1667                                 | 1688                                  | 5           | 44              | Sophie op cover van weekblad Robbedoes nummer 1675 en 1686 |
| Staatsaangelegenheid …         | 1970 | 1702                                 |                                       | 8           | 6               | Sophie op cover van weekblad Robbedoes |
| Sophie en het pratende blok    | 1971 | 1724                                 | 1736                                  | 7           | 35              | Sophie op cover van weekblad Robbedoes nummer 1724 |
| Wagens bij de vleet            | 1971 | 1724                                 |                                       |             | 4               | Niet in een album verschenen |
| Ze zijn stapel!                | 1971 | 1744                                 |                                       | 8           | 8               | Sophie op cover van weekblad Robbedoes |
| De afperser                    | 1971 | 1747                                 |                                       | 8           | 8               | |
| Prettige Kerst                 | 1971 | 1756                                 |                                       | 8           | 6               | |
| De gegapte motor               | 1972 | 1770                                 |                                       | 8           | 6               | |
| Het huis aan de overkant       | 1963 | 1297                                 | 1318                                  | 6           | 50              | Aanvankelijk een verhaal van Starter waarin Sophie niet voorkomt, maar het album werd zodanig herwerkt waarbij Starter en Pieters het hele verhaal aan Sophie en haar vader vertellen |
| De kroon van Quitl Watnlawatl  | 1972 | 1803                                 | 1819                                  | 9           | 44              | 1e verhaal van Sophie dat een volledig album beslaat, Sophie op cover van weekblad Robbedoes nummer 1805                                                                              |
| Vakantiegangsters              | 1973 | 1834                                 |                                       | 11          | 6               | |
| Het verwaarloosde station      | 1973 | 1846                                 |                                       | 10          | 8               | Sophie op cover van weekblad Robbedoes |
| Sophie en douanier Schilder    | 1973 | 1858                                 | 1871                                  | 10          | 30              | Sophie op cover van weekblad Robbedoes nummer 1858 |
| De sneeuwman                   | 1973 | 1860                                 |                                       | 10          | 6               | |
| Bertje en z'n voetbal          | 1974 | 1883                                 |                                       | 11          | 8               | |
| De adem van de draak           | 1974 | 1906                                 | 1911                                  | 11          | 24              | Sophie op cover van weekblad Robbedoes nummer 1906 |
| Sophie en de praatotl          | 1974 | 1913                                 |                                       | 12          | 8               | |
| Jofel Circus                   | 1975 | 1928                                 |                                       | 11          | 6               | |
| Afstandsbediening              | 1976 | 1971                                 |                                       | 12          | 9               | Sophie op cover van weekblad Robbedoes |
| Sophie en de Smurfen           | 1976 | 1973                                 |                                       | 12          | 6               | |
| Raadselachtige ziekte          | 1976 | 1977                                 |                                       | 12          | 6               | |
| 'n Er Vandoortje               | 1976 | 1986                                 |                                       | 17          | 9               | Sophie op cover van weekblad Robbedoes |
| Wie de bal kaatst …            | 1976 | 2004                                 |                                       | 12          | 6               | |
| Een spook aan boord?           | 1976 | 2010                                 |                                       | 12          | 6               | Sophie op cover van weekblad Robbedoes |
| Mijn tweeduizend?!             | 1976 | 2017                                 |                                       | 16          | 8               | |
| De vier seizoenen              | 1977 | 2030                                 | 2048                                  | 13          | 44              | Sophie op cover van weekblad Robbedoes nummer 2030 |
| Sophie en Inspecteur Ceris     | 1977 | 2057                                 | 2058                                  | 14          | 13              | Sophie op cover van weekblad Robbedoes nummer 2057 |
| 1925                           | 1977 | 2069                                 |                                       | 16          | 8               | |
| Sophie en oom Bel              | 1978 | 2079                                 |                                       | 16          | 10              | |
| Sneeuw, sneeuwmannen en … hik  | 1978 | 2082                                 |                                       | 16          | 8               | |
| Sophie en Inspecteur Ceris II  | 1978 | 2090                                 | 2093                                  | 14          | 15              | Sophie op cover van weekblad Robbedoes nummer 2090 |
| Sophie en Inspecteur Ceris III | 1978 | 2105                                 | 2106                                  | 14          | 16              | |
| Het feest …                    | 1979 | 2125                                 |                                       | 17          | 6               | |
| Het supersonische vliegtuig    | 1979 | 2130                                 |                                       | 16          | 8               | Sophie op cover van weekblad Robbedoes (scène is echter uit het verhaal "Het feest …").                                                                                               |
| Sophie en Donald Mac Donald    | 1979 | 2154                                 | 2174                                  | 15          | 44              | Sophie op cover van weekblad Robbedoes nummer 2154 |
| Warme schoenen …               | 1981 | 2229                                 |                                       | 17          | 6               | |
| Hier, die rivier …             | 1981 | 2244                                 |                                       | 17          | 6               | |
| De Rolls uit '38 …             | 1982 | 2317                                 |                                       | 17          | 11              | |
| Een hondebaan                  | 1984 | 2388                                 |                                       | 17          | 6               | |
| Don Giovanni                   | 1989 | 2687                                 | 2695                                  | 18          | 46              | |
| De zwerftocht van de U 522     | 1991 | 2764                                 | 2775                                  | 19          | 44              | |
| Het graf in de grot            | 1994 | 2948                                 | 2957                                  | 20          | 44              | |

### Albums
De albums werden allemaal uitgegeven door Dupuis. De albums 1 tot en met 11 werden herdrukt tussen 1980 en 1984. Album 13 werd herdrukt in 1990 met een nieuwe cover. Vele albums bevatten verschillende verhalen.
| Nummer | Titel                                   | 1e druk | Herdruk | Originele titel                  | Aantal verhalen |
| ------ | --------------------------------------- | ------- | ------- | -------------------------------- | --------------- |
| 1      | Het ei van Karapolie                    | 1968    | 1980    | L'Œuf de Karamazout              | 2               |
| 2      | De bel der stilte                       | 1968    | 1980    | La Bulle du silence              | 2               |
| 3      | Gelukkige Sophie 1ste serie             | 1969    | 1981    | Les Bonheurs de Sophie, 1e série | 8               |
| 4      | Zoef voelt zich bedreigd                | 1970    | 1981    | Qui fait peur à Zoé ?            | 2               |
| 5      | Sophie en de KA-straal                  | 1971    | 1981    | Sophie et le Rayon Kâ            | 2               |
| 6      | Het huis aan de overkant                | 1972    | 1982    | La Maison d'en face              | 1               |
| 7      | Sophie en het pratende blok             | 1972    | 1982    | Sophie et le Cube qui parle      | 2               |
| 8      | Gelukkige Sophie 2de serie              | 1973    | 1983    | Les Bonheurs de Sophie, 2e série | 7               |
| 9      | Sophie en de kroon van Quitl Watnlawatl | 1973    | 1983    | La Tiare de Matlotl Halatomatl   | 1               |
| 10     | Sophie en douanier Schilder             | 1974    | 1984    | Sophie et le Douanier Rousseau   | 3               |
| 11     | Sophie en de adem van de draak          | 1976    | 1984    | Sophie et le Souffle du dragon   | 4               |
| 12     | Die dekselse Sophie                     | 1977    |         | Cette sacrée Sophie              | 6               |
| 13     | Sophie en de vier seizoenen             | 1978    | 1990    | Les Quatre Saisons               | 1               |
| 14     | Sophie en inspecteur Ceris              | 1979    |         | Sophie et l'Inspecteur Céleste   | 1               |
| 15     | Sophie en Donald Mac Donald             | 1980    |         | Sophie et Donald Mac Donald      | 1               |
| 16     | Retro Sophie                            | 1981    |         | Rétro Sophie                     | 5               |
| 17     | Sophie en Co                            | 1984    |         | Sophie et Cie                    | 6               |
| 18     | Don Giovanni                            | 1990    |         | Don Giovanni                     | 1               |
| 19     | De zwerftocht van de U 522              | 1991    |         | L'Odyssée du U 522               | 1               |
| 20     | Het graf in de grot                     | 1995    |         | Le Tombeau des glyphes           | 1               |

#### Covers

##### Front
Op alle albums staat "Door Jidéhem". Scenarist Vicq wordt enkel vermeld op albums 2 tot en met 5.

De uitgeverij "Dupuis" wordt steeds onderaan vermeld soms in een wit kader met een afwijkend lettertype voor de eerste 3 albums in eerste druk.

Sophie is aanwezig in alle covertekeningen behalve die van album 19 waarop geen figuren staan.
Albums 1 tot en met 17 vermelden:
- Bovenaan de tekst "Een avontuur met Sophie" in een wit kader. Het lettertype van "Sophie" in het witte kader is anders dan de rest van de tekst in het kader voor de eerste 6 albums. Vanaf album 7 staat "Sophie" in hetzelfde lettertype als de rest van de tekst binnen het witte kader.
- Op albums die een bundel vormen van korte verhalen staat de tekst "X-aantal verhalen van Sophie" in een wit. Deze vermelding ontbreekt echter op albums 3 en 8 (Gelukkige Sophie 1e en 2e serie).
- Het nummer van het album staat steevast rechtsboven in een zwarte rechthoek met het nummer in witte of gele kleur.
- Vanaf album 10 staat linksboven het hoofd van Sophie.
- Titel van het album staat bovenaan.

Albums 18,19, 20 en album 13 in herdruk:
- De tekst "Een avontuur met Sophie" en het witte kader zijn vervangen door "Sophie" in een nieuw lettertype en veel groter formaat dan het vorige.
- Het hoofd van Sophie is veel groter en staat boven de "o" van Sophie.
- De covertekening staat in een kader (tekening op album 20 beslaat wel de hele kaft).
- Titel van het album staat onderaan.

##### Back
- De backcovers verschillen van album tot album. Iedere keer gaat het om Sophie steeds weer in een andere outfit soms vergezeld van andere figuren.
- Albums in eerste druk 1 tot en met 3, 7, 10 en 12 vermelden welk het volgende album is dat zal verschijnen.
- Albums 2 tot en met 9 in eerste druk tonen alle front covers van de vorige verschenen albums.
- Vanaf album 10 worden de front covers vervangen door een geschreven lijst van de verschenen albums.
- Albums in herdruk, albums 15 en 17 hebben een blauwe achtergrond met op de rechterkant Sophie (steeds in dezelfde outfit) die op een stapel boeken zit, aan de linkerkant staat een geschreven lijst van alle verschenen albums, boven de geschreven lijst staan de front covers van de eerste 2 verschenen albums uit de reeks, onder de geschreven lijst staan de front covers van de 4 laatstverschenen albums.
- Album 13 in herdruk en de albums 18 tot en met 20 tonen een oudere Sophie steeds in dezelfde outfit links van een geschreven lijst van de vorig verschenen albums.

#### Andere reeksen uitgegeven door Dupuis
Albums uit andere reeksen van Dupuis worden vermeld op 1 of 2 pagina's achteraan in het album (met uitzondering van de laatste 3 albums). In de eerste 6 albums in eerste druk maakt Sophie nog persoonlijk reclame voor het weekblad Robbedoes steeds op een andere manier.

### Integraal
Sinds 2016 verschijnt bij uitgeverij Arboris een integrale reeks van Sophie. Het gaat om een vertaling uit het Frans van de reeks Sophie – l'intégrale, zij het verspreid over meerdere albums. De reeks omvat ook de strips van Starter.
| Nummer | Titel                      | 1e druk | Verhalen |
| ------ | -------------------------- | ------- | --- |
| 1      | Van Starter naar Sophie    | 2016    | - Station Startex (gag 1 pagina) - La révolte des autos (microverhaal) - Starter tegen de Brokkenmakers - La voiture invisible - Het huis aan de overkant - Het ei van Karapolie                           |
| 2      | De vindingen van Karapolie | 2017    | - Het Eitje van de Goudvink - De Bel der Stilte - De Dief in het Park - De toverput - De Aprilmop - De Janallemachtig - De Wandelende Sneeuwpop - Calamity Sophie - Lord Nelson - De Trombone der Goedheid |
| 3      | Zoef is bang!              | 2019    | - De ijsoorlog van Figarosso - De Vliegende Vraat - De Klapgeest - Zoef Voelt zich Bedreigd - Een Verhaal om van te Smullen - De Boeman - Twee Wensen - Sophie en de KA-straal                             |
| 4      | Oud ijzer en edelstenen    | 2021    | - Staatsaangelegenheid... - Sophie en het pratende blok - Ze zijn stapel... - De afperser - Prettige kerst - De gegapte motor - Sophie en de kroon van Quitl Watnlawatl                                    |
| 5      |                            |         | |
| 6      |                            |         | |
| 7      |                            |         | |
| 8      |                            |         | |

## Cameo's

### Sophie in andere reeksen
Sophie verscheen in 2 albums van Bollie en Billie:
- Een hondenleven (nr. 9, 1973): hierin verschijnt ze in een gag met andere vrouwelijke stripfiguren uit weekblad Robbedoes zoals Isabel, het zeemeerminnetje Toet (Toet en Kli-Wong), Josientje (Caesar en Josientje), Grenadine (De Sliert), Juffrouw Jannie (Guust), Yoko Tsuno en Natasja. Sophie zegt hierin dat ze Billie lief vindt net zoals haar hondje "Zoef". Sophie refereert hier niet aan de wagen van Pieters, maar wel naar Zoé het hondje van de echte dochter van Jidéhem. Zoé is net zoals Billie een cockerspaniël.
- Billie is verdwenen (buiten reeks, 1991): Hierin gaan verschillende stripfiguren uit weekblad Robbedoes op zoek naar de vermiste Billie. Het verhaal is eigenlijk een samenwerking van verschillende Dupuistekenaars die een aantal pagina's ter beschikking krijgen waarin ze hun favoriete stripheld(in) laten opdraven. Ook Sophie krijgt een viertal pagina's. Sophies vader is in enkele plaatjes op de achtergrond te zien.

### Andere stripfiguren in Sophiereeks
- Sophie en de Smurfen (12 Die dekselse Sophie): Sophie en Bertje ontmoeten de Smurfen. We herkennen onder meer Grote Smurf, Brilsmurf, Lolsmurf, Moppersmurf en Smulsmurf. Ze krijgen het hierbij aan de stok met Edgar Gamel die identiek is aan zijn voorvader tovenaar Gargamel.
- Calamity Sophie (3 Gelukkige Sophie, 1e serie): In de stad loopt iedereen verkleed rond. Sophie heeft zich verkleed als Calamity Jane, Bertje speelt Lucky Luke. Naast tekenaar Morris, duiken nog andere figuren uit Lucky Luke op. Een oude man heeft zich vermomd als Billy the Kid en de gebroeders Grijperd zijn een kopie van de 4 Daltons.
- Sophie en inspecteur Ceris: Agent 212 duikt heel even op aan het einde van deel 3.